# Eudonia omichlopis
Eudonia omichlopis là một loài bướm đêm trong họ Crambidae.